# Etiopía en los Juegos Paralímpicos de Tel Aviv 1968
Etiopía estuvo representada en los Juegos Paralímpicos de Tel Aviv 1968 por dos deportistas masculinos. El equipo paralímpico etíope no obtuvo ninguna medalla en estos Juegos.